# إريك وارين سينجر
إريك وارين سينجر (بالإنجليزية: Eric Warren Singer)‏ هو كاتب سيناريو أمريكي، ولد في 1 أغسطس 1968 في لوس أنجلوس في الولايات المتحدة.

## وصلات خارجية
- إريك وارين سينجر على موقع IMDb (الإنجليزية)
- إريك وارين سينجر على موقع ألو سيني (الفرنسية)
- إريك وارين سينجر على موقع أول موفي (الإنجليزية)
- إريك وارين سينجر على موقع بوكس أوفيس موجو (الإنجليزية)
- إريك وارين سينجر على موقع قاعدة بيانات الفيلم (الإنجليزية)
- إريك وارين سينجر على موقع كينوبويسك (الروسية)